# Minebea Mitsumi FC
Maillots
Actualités
Minebea Mitsumi FC (ミネベアミツミFC, Minebea Mitsumi Efu Shī), anciennement Honda Lock SC (SCホンダロック, Honda Rokku Esu Shī), est un club de football japonais basé à Miyazaki, la capitale de la préfecture de Miyazaki. 
L'équipe évolue dans la Japan Football League (troisième division).

## Historique

Ancien logo de Honda Lock SC.

Le club change son nom en Minebea Mitsumi FC en raison d'un nouveau partenariat signé avec MinebeaMitsumi en janvier 2023.